# Lianhuashan
Lianhuashan är en socken i Kina. Den ligger i provinsen Jiangxi, i den sydöstra delen av landet, omkring 150 kilometer nordost om provinshuvudstaden Nanchang. Antalet invånare är 6 184. Befolkningen består av 3 011 kvinnor och 3 173 män. Barn under 15 år utgör 18,0 %, vuxna 15-64 år 71 %, och äldre över 65 år 9,0 %.
Runt Lianhuashan är det ganska tätbefolkat, med 124 invånare per kvadratkilometer. Närmaste större samhälle är Longquan, 17,4 km väster om Lianhuashan. I omgivningarna runt Lianhuashan växer i huvudsak blandskog.
Genomsnittlig årsnederbörd är 2 520 millimeter. Den regnigaste månaden är juni, med i genomsnitt 438 mm nederbörd, och den torraste är oktober, med 61 mm nederbörd.